# Collegio elettorale di Varazze
Il collegio elettorale di Varazze è stato un collegio elettorale uninominale del Regno di Sardegna, uno dei collegi nell'allora provincia di Savona.
Fu istituito con il Regio editto del 17 marzo 1848; era identificato con il numero 173 ed era costituito dai mandamenti di Varazze e Sassello.
Con la riforma prevista dalla legge 3778 del 1859, il collegio era ora identificato con il numero 146 ed era costituito dai mandamenti di Varazze e Sassello. 
Con l'unità d'Italia il territorio divenne parte del Collegio elettorale di Savona.

## Dati elettorali
Nel collegio si svolsero elezioni per le sette legislature del Ragno di Sardegna.

### I legislatura
Le votazioni si svolsero in 222 collegi uninominali a doppio turno. Come previsto dal decreto n. 680 del 17 marzo 1848, era eletto al primo turno il candidato che «riunisce in suo favore più del terzo dei voti del total numero dei membri componenti il collegio e più della metà dei suffragi dati dai votanti presenti all'adunanza» (art. 92). Se nessun candidato era eletto, al ballottaggio tra i due candidati con più voti era eletto chi otteneva il maggior numero di voti (art. 93) o, in caso di ugual numero di voti, il maggiore d'età (art. 94).
| Partito                            | Partito                            | Candidato                          | Risultati 27 aprile 1848 | Risultati 27 aprile 1848 |
| Partito                            | Partito                            | Candidato                          | Voti                     | %                        |
| ---------------------------------- | ---------------------------------- | ---------------------------------- | ------------------------ | ------------------------ |
|                                    | —                                  | Lazzaro Damezzani                  | 132                      | 94,96                    |
|                                    | —                                  | Giuseppe Pezzi                     | 7                        | 5,04                     |
|                                    |                                    |                                    |                          |                          |
| Iscritti                           | Iscritti                           | Iscritti                           | 331                      | 100,00                   |
| ↳ Votanti (% su iscritti)          | ↳ Votanti (% su iscritti)          | ↳ Votanti (% su iscritti)          | 156                      | 47,13                    |
| ↳ Voti validi (% su votanti)       | ↳ Voti validi (% su votanti)       | ↳ Voti validi (% su votanti)       | 139                      | 89,10                    |
| ↳ Schede non valide (% su votanti) | ↳ Schede non valide (% su votanti) | ↳ Schede non valide (% su votanti) | 17                       | 10,90                    |
| ↳ Astenuti (% su iscritti)         | ↳ Astenuti (% su iscritti)         | ↳ Astenuti (% su iscritti)         | 175                      | 52,87                    |

"Nella tornata del 16 maggio 1848 fu deliberata un'inchiesta su questa elezione per irregolarità e corruzioni. Nel frattempo il Damezzani comunicava alla Camera, il 21 giugno 1848, di avere accettato l'ufficio di avvocato fiscale e cessare perciò dalla deputazione. Il collegio venne riconvocato; ma dell’inchiesta nulla fu, in seguito, comunicato".
| Partito                            | Partito                            | Candidato                          | Primo turno 10 ottobre 1848 | Primo turno 10 ottobre 1848 | Ballottaggio 11 ottobre 1848 | Ballottaggio 11 ottobre 1848 |
| Partito                            | Partito                            | Candidato                          | Voti                        | %                           | Voti                         | %                            |
| ---------------------------------- | ---------------------------------- | ---------------------------------- | --------------------------- | --------------------------- | ---------------------------- | ---------------------------- |
|                                    | —                                  | Francesco Biale                    | 64                          | 87,67                       | 76                           | 86,36                        |
|                                    | —                                  | Giuseppe Lyons                     | 9                           | 12,33                       | 12                           | 13,64                        |
|                                    |                                    |                                    |                             |                             |                              |                              |
| Iscritti                           | Iscritti                           | Iscritti                           | 331                         | 100,00                      | 331                          | 100,00                       |
| ↳ Votanti (% su iscritti)          | ↳ Votanti (% su iscritti)          | ↳ Votanti (% su iscritti)          | 91                          | 27,49                       | 93                           | 28,10                        |
| ↳ Voti validi (% su votanti)       | ↳ Voti validi (% su votanti)       | ↳ Voti validi (% su votanti)       | 73                          | 80,22                       | 88                           | 94,62                        |
| ↳ Schede non valide (% su votanti) | ↳ Schede non valide (% su votanti) | ↳ Schede non valide (% su votanti) | 18                          | 19,78                       | 5                            | 5,38                         |
| ↳ Astenuti (% su iscritti)         | ↳ Astenuti (% su iscritti)         | ↳ Astenuti (% su iscritti)         | 240                         | 72,51                       | 238                          | 71,90                        |

### II legislatura
Le votazioni si svolsero in 222 collegi uninominali a doppio turno con la stessa normativa precedente (al primo turno un numero di voti maggiore di un terzo degli iscritti).
| Partito                            | Partito                            | Candidato                          | Primo turno 22 gennaio 1849 | Primo turno 22 gennaio 1849 | Ballottaggio 23 gennaio 1849 | Ballottaggio 23 gennaio 1849 |
| Partito                            | Partito                            | Candidato                          | Voti                        | %                           | Voti                         | %                            |
| ---------------------------------- | ---------------------------------- | ---------------------------------- | --------------------------- | --------------------------- | ---------------------------- | ---------------------------- |
|                                    | —                                  | Carlo Giuseppe Bonelli             | 81                          | 66,94                       | 133                          | 71,89                        |
|                                    | —                                  | Fabio Invrea                       | 40                          | 33,06                       | 52                           | 28,11                        |
|                                    |                                    |                                    |                             |                             |                              |                              |
| Iscritti                           | Iscritti                           | Iscritti                           | 331                         | 100,00                      | 331                          | 100,00                       |
| ↳ Votanti (% su iscritti)          | ↳ Votanti (% su iscritti)          | ↳ Votanti (% su iscritti)          | 126                         | 38,07                       | 188                          | 56,80                        |
| ↳ Voti validi (% su votanti)       | ↳ Voti validi (% su votanti)       | ↳ Voti validi (% su votanti)       | 121                         | 96,03                       | 185                          | 98,40                        |
| ↳ Schede non valide (% su votanti) | ↳ Schede non valide (% su votanti) | ↳ Schede non valide (% su votanti) | 5                           | 3,97                        | 3                            | 1,60                         |
| ↳ Astenuti (% su iscritti)         | ↳ Astenuti (% su iscritti)         | ↳ Astenuti (% su iscritti)         | 205                         | 61,93                       | 143                          | 43,20                        |

### III legislatura
Le votazioni si svolsero in 204 collegi uninominali a doppio turno con la normativa del 1848 (al primo turno un numero di voti maggiore di un terzo degli iscritti).
| Partito                            | Partito                            | Candidato                          | Primo turno 15 luglio 1849 | Primo turno 15 luglio 1849 | Ballottaggio 22 luglio 1849 | Ballottaggio 22 luglio 1849 |
| Partito                            | Partito                            | Candidato                          | Voti                       | %                          | Voti                        | %                           |
| ---------------------------------- | ---------------------------------- | ---------------------------------- | -------------------------- | -------------------------- | --------------------------- | --------------------------- |
|                                    | —                                  | Carlo Giuseppe Bonelli             | 56                         | 56,57                      | 98                          | 52,41                       |
|                                    | —                                  | Fabio Invrea                       | 43                         | 43,43                      | 89                          | 47,59                       |
|                                    |                                    |                                    |                            |                            |                             |                             |
| Iscritti                           | Iscritti                           | Iscritti                           | 333                        | 100,00                     | 333                         | 100,00                      |
| ↳ Votanti (% su iscritti)          | ↳ Votanti (% su iscritti)          | ↳ Votanti (% su iscritti)          | 127                        | 38,14                      | 187                         | 56,16                       |
| ↳ Voti validi (% su votanti)       | ↳ Voti validi (% su votanti)       | ↳ Voti validi (% su votanti)       | 99                         | 77,95                      | 187                         | 100,00                      |
| ↳ Schede non valide (% su votanti) | ↳ Schede non valide (% su votanti) | ↳ Schede non valide (% su votanti) | 28                         | 22,05                      | 0                           | 0,00                        |
| ↳ Astenuti (% su iscritti)         | ↳ Astenuti (% su iscritti)         | ↳ Astenuti (% su iscritti)         | 206                        | 61,86                      | 146                         | 43,84                       |

"Nella tornata del 2 agosto 1849 la Camera convalidò l'elezione quantunque mancassero le liste di tre Comuni, le quali però non potevano mutare la maggioranza ottenuta dall'eletto. Inoltre la Camera invitò il Ministero a prendere le opportune informazioni e provvedere circa inesattezze seguite nelle liste elettorali e denunziate in una speciale istanza".

### IV legislatura
Le votazioni si svolsero in 204 collegi uninominali a doppio turno con la normativa del 1848 (al primo turno un numero di voti maggiore di un terzo degli iscritti).
| Partito                            | Partito                            | Candidato                          | Primo turno 9 dicembre 1849 | Primo turno 9 dicembre 1849 | Ballottaggio 10 dicembre 1849 | Ballottaggio 10 dicembre 1849 |
| Partito                            | Partito                            | Candidato                          | Voti                        | %                           | Voti                          | %                             |
| ---------------------------------- | ---------------------------------- | ---------------------------------- | --------------------------- | --------------------------- | ----------------------------- | ----------------------------- |
|                                    | —                                  | Lorenzo Isnardi                    | 62                          | 56,36                       | 97                            | 54,49                         |
|                                    | —                                  | Fabio Invrea                       | 48                          | 43,64                       | 81                            | 45,51                         |
|                                    |                                    |                                    |                             |                             |                               |                               |
| Iscritti                           | Iscritti                           | Iscritti                           | 342                         | 100,00                      | 342                           | 100,00                        |
| ↳ Votanti (% su iscritti)          | ↳ Votanti (% su iscritti)          | ↳ Votanti (% su iscritti)          | 145                         | 42,40                       | 188                           | 54,97                         |
| ↳ Voti validi (% su votanti)       | ↳ Voti validi (% su votanti)       | ↳ Voti validi (% su votanti)       | 110                         | 75,86                       | 178                           | 94,68                         |
| ↳ Schede non valide (% su votanti) | ↳ Schede non valide (% su votanti) | ↳ Schede non valide (% su votanti) | 35                          | 24,14                       | 10                            | 5,32                          |
| ↳ Astenuti (% su iscritti)         | ↳ Astenuti (% su iscritti)         | ↳ Astenuti (% su iscritti)         | 197                         | 57,60                       | 154                           | 45,03                         |

L'elezione fu annullata il 28 dicembre 1849 per incompatibilità d’impiego, poiché l'eletto era direttore del Collegio nazionale di Genova. Il collegio fu riconvocato.
| Partito                            | Partito                            | Candidato                          | Risultati 2 febbraio 1850 | Risultati 2 febbraio 1850 |
| Partito                            | Partito                            | Candidato                          | Voti                      | %                         |
| ---------------------------------- | ---------------------------------- | ---------------------------------- | ------------------------- | ------------------------- |
|                                    | —                                  | Luigi Garbarino                    | 134                       | 68,02                     |
|                                    | —                                  | Fabio Invrea                       | 63                        | 31,98                     |
|                                    |                                    |                                    |                           |                           |
| Iscritti                           | Iscritti                           | Iscritti                           | 344                       | 100,00                    |
| ↳ Votanti (% su iscritti)          | ↳ Votanti (% su iscritti)          | ↳ Votanti (% su iscritti)          | 203                       | 59,01                     |
| ↳ Voti validi (% su votanti)       | ↳ Voti validi (% su votanti)       | ↳ Voti validi (% su votanti)       | 197                       | 97,04                     |
| ↳ Schede non valide (% su votanti) | ↳ Schede non valide (% su votanti) | ↳ Schede non valide (% su votanti) | 6                         | 2,96                      |
| ↳ Astenuti (% su iscritti)         | ↳ Astenuti (% su iscritti)         | ↳ Astenuti (% su iscritti)         | 141                       | 40,99                     |

L'onorevole Garbarino si dimise il 22 novembre 1851. Il collegio fu riconvocato.
| Partito                            | Partito                            | Candidato                          | Primo turno 15 dicembre 1851 | Primo turno 15 dicembre 1851 | Ballottaggio 17 dicembre 1851 | Ballottaggio 17 dicembre 1851 |
| Partito                            | Partito                            | Candidato                          | Voti                         | %                            | Voti                          | %                             |
| ---------------------------------- | ---------------------------------- | ---------------------------------- | ---------------------------- | ---------------------------- | ----------------------------- | ----------------------------- |
|                                    | —                                  | Luigi Carlo Farini                 | 113                          | 86,26                        | 117                           | 82,39                         |
|                                    | —                                  | Fabio Invrea                       | 18                           | 13,74                        | 25                            | 17,61                         |
|                                    |                                    |                                    |                              |                              |                               |                               |
| Iscritti                           | Iscritti                           | Iscritti                           | 339                          | 100,00                       | 339                           | 100,00                        |
| ↳ Votanti (% su iscritti)          | ↳ Votanti (% su iscritti)          | ↳ Votanti (% su iscritti)          | 155                          | 45,72                        | 145                           | 42,77                         |
| ↳ Voti validi (% su votanti)       | ↳ Voti validi (% su votanti)       | ↳ Voti validi (% su votanti)       | 131                          | 84,52                        | 142                           | 97,93                         |
| ↳ Schede non valide (% su votanti) | ↳ Schede non valide (% su votanti) | ↳ Schede non valide (% su votanti) | 24                           | 15,48                        | 3                             | 2,07                          |
| ↳ Astenuti (% su iscritti)         | ↳ Astenuti (% su iscritti)         | ↳ Astenuti (% su iscritti)         | 184                          | 54,28                        | 194                           | 57,23                         |

### V legislatura
Le votazioni si svolsero in 204 collegi uninominali a doppio turno con la normativa del 1848 (al primo turno un numero di voti maggiore di un terzo degli iscritti).
| Partito                            | Partito                            | Candidato                          | Primo turno 8 dicembre 1853 | Primo turno 8 dicembre 1853 | Ballottaggio 11 dicembre 1853 | Ballottaggio 11 dicembre 1853 |
| Partito                            | Partito                            | Candidato                          | Voti                        | %                           | Voti                          | %                             |
| ---------------------------------- | ---------------------------------- | ---------------------------------- | --------------------------- | --------------------------- | ----------------------------- | ----------------------------- |
|                                    | —                                  | Giovanni Cattaneo Gianotti         | 68                          | 58,12                       | 113                           | 58,55                         |
|                                    | —                                  | Luigi Carlo Farini                 | 49                          | 41,88                       | 80                            | 41,45                         |
|                                    |                                    |                                    |                             |                             |                               |                               |
| Iscritti                           | Iscritti                           | Iscritti                           | 320                         | 100,00                      | 320                           | 100,00                        |
| ↳ Votanti (% su iscritti)          | ↳ Votanti (% su iscritti)          | ↳ Votanti (% su iscritti)          | 186                         | 58,12                       | 194                           | 60,62                         |
| ↳ Voti validi (% su votanti)       | ↳ Voti validi (% su votanti)       | ↳ Voti validi (% su votanti)       | 117                         | 62,90                       | 193                           | 99,48                         |
| ↳ Schede non valide (% su votanti) | ↳ Schede non valide (% su votanti) | ↳ Schede non valide (% su votanti) | 69                          | 37,10                       | 1                             | 0,52                          |
| ↳ Astenuti (% su iscritti)         | ↳ Astenuti (% su iscritti)         | ↳ Astenuti (% su iscritti)         | 134                         | 41,88                       | 126                           | 39,38                         |

L'ingegnere Cattaneo il 13 settembre 1854 fu nominato professore di idraulica nell’Università di Genova e decadde quindi dalla carica. Il collegio fu riconvocato.
| Partito                            | Partito                            | Candidato                          | Primo turno 12 novembre 1854 | Primo turno 12 novembre 1854 | Ballottaggio 14 novembre 1854 | Ballottaggio 14 novembre 1854 |
| Partito                            | Partito                            | Candidato                          | Voti                         | %                            | Voti                          | %                             |
| ---------------------------------- | ---------------------------------- | ---------------------------------- | ---------------------------- | ---------------------------- | ----------------------------- | ----------------------------- |
|                                    | —                                  | Francesco Pallavicino              | 54                           | 50,94                        | 101                           | 62,35                         |
|                                    | —                                  | Giovanni Cattaneo Gianotti         | 52                           | 49,06                        | 61                            | 37,65                         |
|                                    |                                    |                                    |                              |                              |                               |                               |
| Iscritti                           | Iscritti                           | Iscritti                           | 307                          | 100,00                       | 307                           | 100,00                        |
| ↳ Votanti (% su iscritti)          | ↳ Votanti (% su iscritti)          | ↳ Votanti (% su iscritti)          | 161                          | 52,44                        | 164                           | 53,42                         |
| ↳ Voti validi (% su votanti)       | ↳ Voti validi (% su votanti)       | ↳ Voti validi (% su votanti)       | 106                          | 65,84                        | 162                           | 98,78                         |
| ↳ Schede non valide (% su votanti) | ↳ Schede non valide (% su votanti) | ↳ Schede non valide (% su votanti) | 55                           | 34,16                        | 2                             | 1,22                          |
| ↳ Astenuti (% su iscritti)         | ↳ Astenuti (% su iscritti)         | ↳ Astenuti (% su iscritti)         | 146                          | 47,56                        | 143                           | 46,58                         |

### VI legislatura
Le votazioni si svolsero in 204 collegi uninominali a doppio turno dopo la modifica dei collegi della Sardegna nel 1856; venne applicata la normativa del 1848 (al primo turno un numero di voti maggiore di un terzo degli iscritti).
| Partito                            | Partito                            | Candidato                          | Risultati 15 novembre 1857 | Risultati 15 novembre 1857 |
| Partito                            | Partito                            | Candidato                          | Voti                       | %                          |
| ---------------------------------- | ---------------------------------- | ---------------------------------- | -------------------------- | -------------------------- |
|                                    | —                                  | Clemente Solaro della Margarita    | 147                        | 73,13                      |
|                                    | —                                  | Giuseppe Rey                       | 54                         | 26,87                      |
|                                    |                                    |                                    |                            |                            |
| Iscritti                           | Iscritti                           | Iscritti                           | 348                        | 100,00                     |
| ↳ Votanti (% su iscritti)          | ↳ Votanti (% su iscritti)          | ↳ Votanti (% su iscritti)          | 245                        | 70,40                      |
| ↳ Voti validi (% su votanti)       | ↳ Voti validi (% su votanti)       | ↳ Voti validi (% su votanti)       | 201                        | 82,04                      |
| ↳ Schede non valide (% su votanti) | ↳ Schede non valide (% su votanti) | ↳ Schede non valide (% su votanti) | 44                         | 17,96                      |
| ↳ Astenuti (% su iscritti)         | ↳ Astenuti (% su iscritti)         | ↳ Astenuti (% su iscritti)         | 103                        | 29,60                      |

L'onorevole Solaro della Margarita optò i1 18 gennaio 1858 per il collegio di San Quirico. Il collegio fu riconvocato.
| Partito                            | Partito                            | Candidato                          | Risultati 18 febbraio 1858 | Risultati 18 febbraio 1858 |
| Partito                            | Partito                            | Candidato                          | Voti                       | %                          |
| ---------------------------------- | ---------------------------------- | ---------------------------------- | -------------------------- | -------------------------- |
|                                    | —                                  | Ignazio Costa della Torre          | 145                        | 71,08                      |
|                                    | —                                  | Francesco Pallavicino              | 59                         | 28,92                      |
|                                    |                                    |                                    |                            |                            |
| Iscritti                           | Iscritti                           | Iscritti                           | 349                        | 100,00                     |
| ↳ Votanti (% su iscritti)          | ↳ Votanti (% su iscritti)          | ↳ Votanti (% su iscritti)          | 243                        | 69,63                      |
| ↳ Voti validi (% su votanti)       | ↳ Voti validi (% su votanti)       | ↳ Voti validi (% su votanti)       | 204                        | 83,95                      |
| ↳ Schede non valide (% su votanti) | ↳ Schede non valide (% su votanti) | ↳ Schede non valide (% su votanti) | 39                         | 16,05                      |
| ↳ Astenuti (% su iscritti)         | ↳ Astenuti (% su iscritti)         | ↳ Astenuti (% su iscritti)         | 106                        | 30,37                      |

### VII legislatura
Le votazioni si svolsero in 387 collegi uninominali a doppio turno. Come previsto dalla legge elettorale del 20 novembre 1859, era eletto al primo turno il candidato che «riunisce in suo favore più del terzo dei voti del total numero dei membri componenti il collegio e più della metà dei suffragi dati dai votanti presenti all'adunanza» (art. 91). Se nessun candidato era eletto, al ballottaggio tra i due candidati con più voti era eletto chi otteneva il maggior numero di voti (art. 92) o, in caso di ugual numero di voti, il maggiore d'età (art. 93).
| Partito                            | Partito                            | Candidato                          | Primo turno 25 marzo 1860 | Primo turno 25 marzo 1860 | Ballottaggio 29 marzo 1860 | Ballottaggio 29 marzo 1860 |
| Partito                            | Partito                            | Candidato                          | Voti                      | %                         | Voti                       | %                          |
| ---------------------------------- | ---------------------------------- | ---------------------------------- | ------------------------- | ------------------------- | -------------------------- | -------------------------- |
|                                    | —                                  | Federico Pescetto                  | 142                       | 42,90                     | 177                        | 51,01                      |
|                                    | —                                  | Luca Galliani                      | 108                       | 32,63                     | 170                        | 48,99                      |
|                                    | —                                  | Lorenzo Ghiglini                   | 81                        | 24,47                     |                            |                            |
|                                    |                                    |                                    |                           |                           |                            |                            |
| Iscritti                           | Iscritti                           | Iscritti                           | 559                       | 100,00                    | 559                        | 100,00                     |
| ↳ Votanti (% su iscritti)          | ↳ Votanti (% su iscritti)          | ↳ Votanti (% su iscritti)          | 339                       | 60,64                     | 349                        | 62,43                      |
| ↳ Voti validi (% su votanti)       | ↳ Voti validi (% su votanti)       | ↳ Voti validi (% su votanti)       | 331                       | 97,64                     | 347                        | 99,43                      |
| ↳ Schede non valide (% su votanti) | ↳ Schede non valide (% su votanti) | ↳ Schede non valide (% su votanti) | 8                         | 2,36                      | 2                          | 0,57                       |
| ↳ Astenuti (% su iscritti)         | ↳ Astenuti (% su iscritti)         | ↳ Astenuti (% su iscritti)         | 220                       | 39,36                     | 210                        | 37,57                      |